# Knight in rusty armour
Knight in rusty armour is een album van Peter & Gordon. Het album was specifiek bedoeld voor de Amerikaanse markt. Het album moest snel in elkaar gezet worden, want de populariteit van het duo was in korte tijd weer gestegen na een aantal singles. Daarna zou het serieus misgaan, hits bleven uit en op den duur albums dus ook. Op het album staat een aantal bekende liedjes zoals Young girl of sixteen, een cover van Une enfant van Charles Aznavour. 

## Musici
- Peter Asher – zang, gitaar
- Gordon Waller – zang, gitaar

## Muziek
Net als het vorige album opende het met een nummer van Leander/Mills

| Nr. | Titel                                                 | Duur |
| --- | ----------------------------------------------------- | ---- |
| 1.  | Knight in rusty armour (Mike Leander, Charles Mills)  |      |
| 2.  | Stranger with a black dove (Asher, Waller)            |      |
| 3.  | To show I love you (Tony Hatch)                       |      |
| 4.  | A boy with nothing (Jackie DeShannon)                 |      |
| 5.  | My first day alone (Phil Sloan, Steve Bari)           |      |
| 6.  | Colour blue (Jackie DeShannon)                        |      |
| 7.  | The flower lady (Phil Ochs)                           |      |
| 8.  | I would buy you presents (Asher, Waller)              |      |
| 9.  | Homeward bound (Paul Simon)                           |      |
| 10. | Young girl of sixteen (Charles Aznavour, Oscar Brown) |      |

De titelsong, een van hun grote hits, vertelt over een ridder die niet erg moedig is en die erop uittrekt om een jonkvrouw te bevrijden die in een toren gevangen wordt gehouden. Dat kost hem weinig moeite, want de bewakers nemen de vlucht als ze het gekraak van zijn verroeste harnas horen. Het vervolg is lastiger, want hij zit in zijn harnas vastgeroest, maar toch wordt er een ingeblikte tweeling geboren.